# Antillenstrom

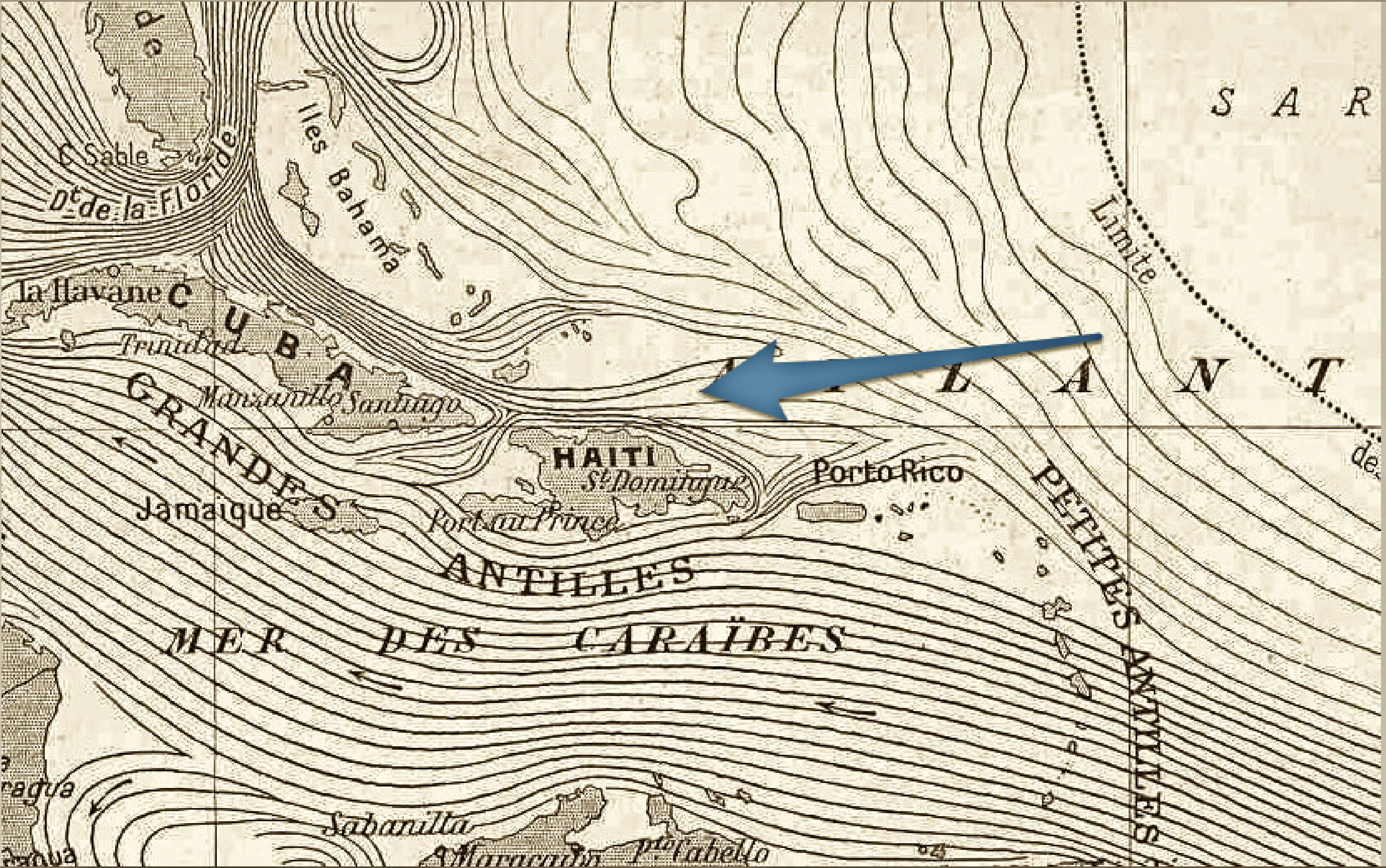
Der Antillenstrom, Teil des Nordäquatorialstromes

Der Antillenstrom ist eine warme atlantische Meeresströmung. Er entsteht beim Auftreffen des Nordäquatorialstromes auf die Antillen, strömt nordöstlich an diesen vorbei bzw. durch diese hindurch und vereinigt sich südwestlich der Bahamas in der Floridastraße mit dem Floridastrom zum Golfstrom.
Der Antillenstrom ist Teil des großen atlantischen Stromrings, bestehend aus dem Portugalstrom, dem Kanarenstrom, dem Nordäquatorialstrom, dem Antillenstrom, dem Floridastrom, dem Golfstrom und dem Nordostatlantischen Strom.